# Börje Sundell
Börje Vilhelm Sundell, född 2 november 1927 i Åbo, död 27 februari 2007 i Helsingfors, var en finländsk läkare, specialist i kirurgi, plastikkirurgi, ortopedi och traumatologi.
Sundell blev medicine och kirurgie doktor 1958. Han var 1966–1980 biträdande överläkare vid plastikkirurgiska avdelningen vid Kirurgiska sjukhuset vid Helsingfors universitetscentralsjukhus och 1966–1990 överläkare för sjukhusets plastikkirurgiska enhet, som även omfattade den plastikkirurgiska avdelningen vid Tölö sjukhus och Läpp-gomspaltcentret. Han verkade 1982–1985 som professor och överläkare i Bergen och var 1976–1981 överläkare och VD vid Eira sjukhus.
Sundells vetenskapliga arbeten gäller plastikkirurgi, brännskadekirurgi och mikrokirurgi. Han var 1977–1978 ordförande för Finska Läkaresällskapet.